# Madona římská
Nevelký deskový obraz Madony s Ježíškem, zvaný Madona římská, je jednou z variant obrazů Madony s dítětem, které v ruce drží stehlíka. Protože pochází ze soukromé sbírky v Římě, je obraz nazýván i jako Madona z Říma. Obraz pravděpodobně tvořil pravé křídlo diptychu, na jehož levé desce se předpokládá vyobrazení Bolestného Krista. Na jeho podobu můžeme usuzovat vzhledem k existenci Diptychu z Karlsruhe (dnes ve Staatliche Kunsthalle, Karlsruhe, Německo). Diptych s Madonou římskou si mohl objednat některý z významnějších církevních nebo světských hodnostářů jako cestovní oltářík. Obrazová kompozice Madony z Říma má rovněž blízko k obrazům Madony z Veveří a především Madony zbraslavské. Tím vzniká úzká souvislost s autorem Cyklu vyšebrodského oltáře.

## Popis deskového obrazu a jeho umístění

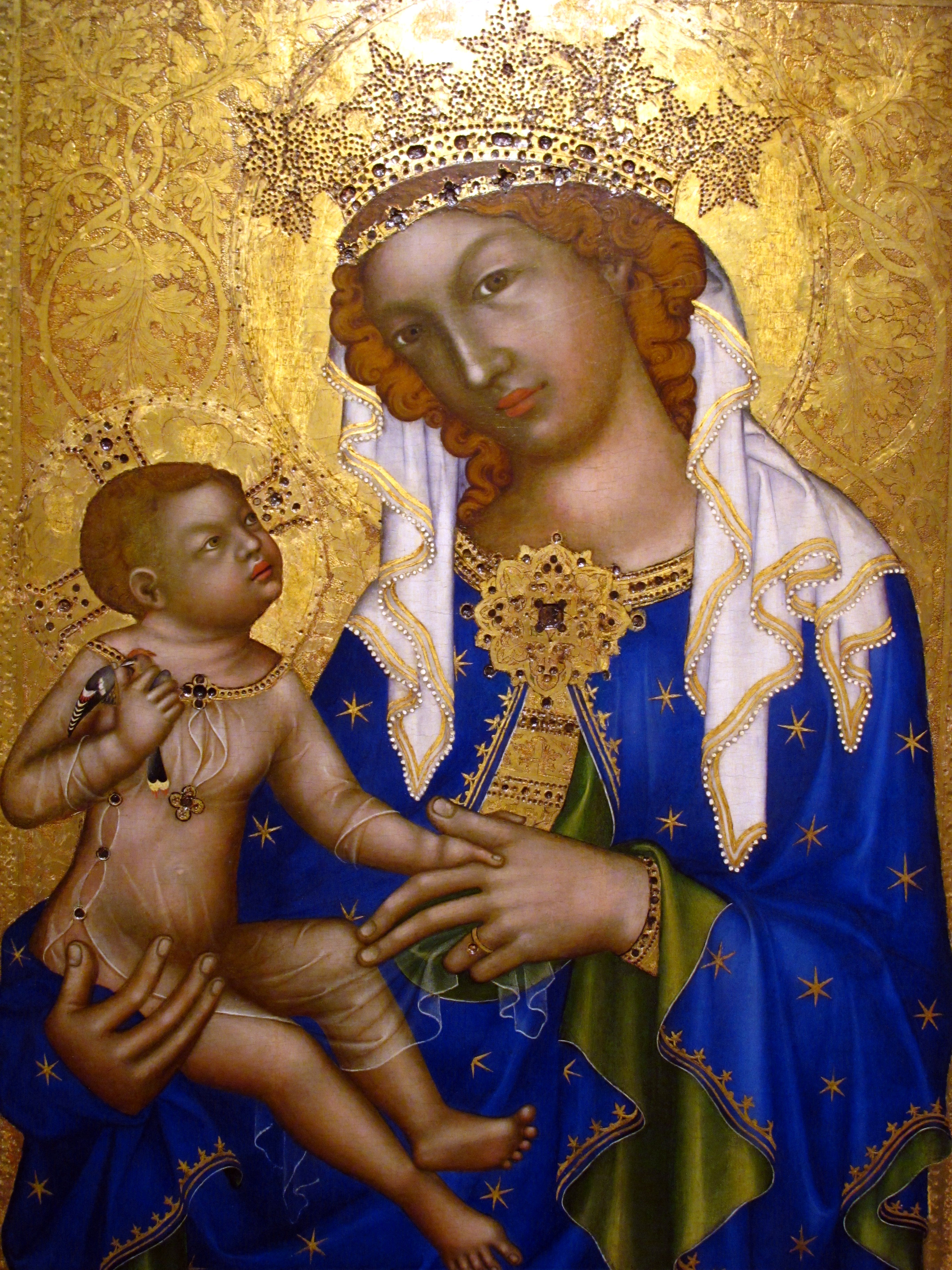
Madona zbraslavská (po roce 1350; původně kostel sv. Jakuba v areálu cisterciáckého kláštera na Zbraslavi. Zapůjčeno do Národní galerie v Praze)

Předpokládá se, že v 50. letech 14. století v pražské dílně Mistra vyšebrodského oltáře vznikla dvě díla - Diptych z Karlsruhe a o něco mladší obraz Madona s dítětem, zvaná římská. Tento obraz Madony byl původně levým křídlem předpokládaného diptychu, který jen v opačném sledu křídel opakoval uspořádání na Diptychu v Karlsruhe. Přitom Madona z Diptychu v Karlsruhe je jen zrcadlově obrácenou a částečně pozměněnou variantou Madony římské. Odchylkou u Madony z Říma je její nahnědlá pleť a miniaturisace celkového pojetí vztahu Matky Boží a jejího syna. Téměř miniaturní rozměry obrazu přibližují tuto malbu knižním iluminacím té doby. S tím může souviset skutečnost, že deskový obraz je puncovaný a bohatě zdobený zlaceným dekorem. Prsten na ruce Panny Marie je odkazem na mystické Mariino zasnoubení s Ježíšem Kristem, které ukazuje na možného objednavatele, kterým mohl byt řád cisterciáků.

## Autor deskového obrazu
Obraz Madony římské, stejně jako Diptych z Karlsruhe, zařadil Jaroslav Pešina k pozdním dílům pocházejícím z dílny Mistra vyšebrodského oltáře. Svůj názor mimo jiné opíral o úvahu, že Madona na Diptychu z Karlsruhe je jen obrácenou variantou Madony římské. Dále uvedl, že oba obrazy vykazují těsný vztah k Mistru vyšebrodského oltáře. Předpokládaná forma diptychu, jehož součástí by byla Madona římská, ukazuje na vztah obrazu k italské deskové malbě 14. století. Jedním z nemnoha rozdílů je to, že v Českých zemích bývaly diptychy tohoto typu často jen miniaturních rozměrů.

## Datace deskového obrazu
Obraz Madony z Říma je jednou z variant typu korunované Madony s Ježíškem, který v ruce drží stehlíka. Slohovým zařazením a celkovou kompozicí obrazu má vyobrazení Madony římské blízko k obrazu Madony zbraslavské, který byl namalován pravděpodobně po roce 1350. Nejblíže však má k Diptychu z Karlsruhe, jenž je datován do 50. let 14. století. Předpokládá se, že obraz Madony římské vznikl současně s tímto diptychem nebo krátce po něm.,  V současnosti je obraz vročen do let mezi 1350 a 1355.

## Umělecko-historický význam deskového obrazu Madona římská
Obraz Madona z Říma, původně levé křídlo diptychu, s předpokládaným pravostranným vyobrazení Bolestného Krista, má vztah k dílně Mistra vyšebrodského oltáře. Dokládá to uvolněná kompozice obrazu a měkká modelace obou postav, která se objevila krátce před tím ve vyobrazení Madony zbraslavské. Tato forma předpokládaného diptychu svědčí pro to, že dílna rychle přejímala italské, především sienské, florentské a benátské charakteristiky diptychů, které v Čechách nabyly na oblíbenosti kolem roku 1360. Na rozdíl od Itálie však diptychy vzniklé v Čechách se povětšinou vyznačovaly malými rozměry. Jejich označení jako „cestovní oltářík“ dokládá jejich příspěvek k narůstající individuální zbožnosti v movitějších vrstvách obyvatelstva.